# Theo Walcott
Pour les articles homonymes, voir Walcott.
Theo James Walcott, né le 16 mars 1989 à Stanmore en Angleterre, est un footballeur international anglais qui évolue au poste d'ailier droit entre 2005 et 2023.

## Carrière

### Formation et débuts
Walcott est né à Stanmore, quartier londonien du district de Harrow. Très jeune, il joue d'abord à Newbury avant d'être transféré à Swindon Town puis à Southampton. En 2005, il joue la finale de la FA Youth Cup contre Ipswich Town. À l'âge de 15 ans et 175 jours, il devient le joueur le plus jeune à jouer pour l'équipe réserve de Southampton.

### Carrière en club

#### Southampton FC (2005-2006)
Au début de la saison 2005-2006, Theo Walcott signe un contrat professionnel avec Southampton, avant de devenir le plus jeune joueur de l'équipe première, à l'âge de 16 ans et 143 jours, à évoluer en championnat contre Wolverhampton. Il marque son premier but contre Leeds United le 18 octobre 2005 (défaite 2-1 de Southampton).

#### Arsenal FC (2006-2018)
Fin 2005, les performances de Walcott à Southampton attirent l'intérêt des médias britanniques. Les grands clubs anglais commencent à courtiser le joueur mais c'est Arsenal qui réussit à le faire signer 20 janvier 2006. Il rejoint le centre de formation d'Arsenal et signe son premier contrat professionnel le jour de ses 17 ans, le 16 mars 2006.
Il fait sa première apparition en championnat sous les couleurs d'Arsenal le 19 août 2006, contre Aston Villa en tant que remplaçant, avant d'entrer en cours de jeu contre le Dinamo Zagreb lors du troisième tour préliminaire de la Ligue des champions. 
Le 25 février 2007, Walcott marque son premier but avec Arsenal en finale de la Coupe de la Ligue anglaise face à Chelsea. Malgré ce but, il perd le trophée (défaite 2-1).
Durant l'année 2008, il éclate au grand jour et devient au fil des matchs une pièce maîtresse de l'équipe d'Arsène Wenger au poste d'ailier droit.
Le 21 août 2010, il inscrit un triplé face au promu Blackpool lors de la  deuxième journée de Premier League.
Le 26 février 2012, Theo Walcott se distingue en marquant un doublé en trois minutes à l'occasion du North London derby face à Tottenham Hotspur Football Club comptant pour la 26e journée de Premier League (victoire 5-2).
La saison 2012-2013 est déterminante pour le futur de Theo Walcott. Son contrat prenant fin en juin 2013, son départ est l'objet de spéculations mais il garantit vouloir rester au club. Un accord est finalement trouvé, et en décembre 2012, Walcott signe un nouveau contrat de trois ans et demi avec les Gunners. 
Robin van Persie parti du côté d'Old Trafford, Walcott se présente comme l'attaquant le plus expérimenté d'Arsenal. Malgré des débuts difficiles et une place de titulaire qu'il peine à retrouver, Walcott réalise une très bonne deuxième moitié de saison. Le 30 octobre 2012, il marque un triplé et délivre trois passes décisives lors du 8e de finale de la Coupe de la Ligue anglaise à Reading (5-7 après prolongation). Après une blessure qui l'éloigne des terrains pendant un mois, Walcott réalise un excellent retour et marque notamment un but dans les premières minutes du match opposant Arsenal à Manchester United (1-1). Il récidive sur le terrain des Queens Park Rangers où il ouvre la marque à la vingtième seconde, ce qui est le but le plus rapide de l'année en Premier League (victoire 1-0).
Le 4 janvier 2014, il subit une rupture du ligament croisé antérieur de son genou gauche lors d'un match de Coupe d'Angleterre contre Tottenham. Sa durée d'indisponibilité est fixée à six mois.
Il effectue finalement son retour en novembre 2014 face à Burnley et retrouve sa place de titulaire face à Hull City en Coupe d'Angleterre. Il retrouve le chemin des filets le 25 janvier 2015 lors des seizièmes de finale de cette Coupe en marquant à la deuxième minute contre Brighton & Hove Albion (victoire 3-2).
Le 24 mai 2015, lors de la dernière journée de Premier League, Walcott signe un triplé face à West Bromwich Albion en trente-quatre minutes. Grâce à ses trois buts, il rejoint Thierry Henry et Fredrik Ljungberg parmi les joueurs d'Arsenal à avoir marqué un triplé lors du dernier match de la saison. 
Le 30 mai suivant, Walcott participe à sa première finale de Coupe d'Angleterre face à Aston Villa. Il marque le premier but de la rencontre à la 45e minute et remporte sa deuxième Coupe d'Angleterre (victoire 4-0).
Alors que son contrat prend fin en 2016, Walcott prolonge avec les Gunners en signant un nouveau contrat de quatre ans qui le lie désormais aux Gunners jusqu'en 2019.
Il commence la saison par une victoire face à Chelsea en Community Shield en délivrant une passe décisive à Alex Oxlade-Chamberlain qui marque l'unique but de la rencontre (1-0) et remporte ainsi son quatrième trophée avec les Gunners. À la suite d'une performance exceptionnelle en un mois, il est nommé joueur du mois de septembre par les supporters d'Arsenal. Il continue sa bonne performance avec deux passes décisives face à Manchester United (victoire 3-0).
Le 17 septembre 2016, Theo Walcott inscrit le 100e but de sa carrière, en club et en sélection (87 avec Arsenal, 5 avec Southampton et 8 en sélection) face à Hull City (victoire 1-4). Le 10 décembre suivant, il inscrit son 10e but de la saison lors de la victoire face à Stoke City et atteint les 100 buts en club (5 avec Southamption et 95 avec Arsenal).
Le 28 janvier 2017, Walcott inscrit son cinquième triplé sous les couleurs d'Arsenal face à son club formateur Southampton à St Mary's Stadium en Coupe d'Angleterre et totalise ainsi 99 buts pour les Gunners.
Le 20 février 2017, Walcott inscrit son 100e but avec les Gunners en Coupe d'Angleterre face à Sutton United (victoire 2-0) et devient le 18e joueur d'Arsenal à dépasser la barre des 100 buts, le quatrième sous l'ère d'Arsène Wenger.

#### Everton FC (2018-2020)
Le 17 janvier 2018, Theo Walcott s'engage pour trois ans et demi avec l'Everton FC, soit jusqu'en juin 2021. Trois jours plus tard, il dispute sa première rencontre avec les Toffees en étant titularisé contre West Bromwich Albion en Premier League (1-1), il se distingue en délivrant une passe décisive. Le 31 janvier suivant, Walcott inscrit ses deux premiers buts avec Everton lors d'un match de championnat contre Leicester City (2-1). Le 23 avril 2018, Walcott se fait remarquer en donnant la victoire à Everton contre Newcastle United, en championnat, en étant l'unique buteur de la partie.
Le 18 août 2018, il se fait remarquer face à son ancienne équipe de Southampton FC en marquant un but et délivrant une passe décisive pour Richarlison, permettant ainsi à son équipe de s'imposer (2-1 score final).

#### Fin de carrière au Southampton FC (2021-2023)
Le 5 octobre 2020, il est prêté pour une saison au Southampton FC, son club formateur. Il marque son premier but depuis son retour le 23 novembre 2020 en ouvrant le score contre Wolverhampton (1-1 score final). Il inscrit trois buts en vingt-trois matchs avec les Saints au cours de cette saison 2020-2021.
En fin de contrat avec Everton en fin de saison 2020-2021, Theo Walcott s'engage librement avec Southampton sur la base d'un contrat de deux ans.
Le 18 août 2023, Théo Walcott annonce prendre sa retraite de footballeur professionnel à l’âge de 34 ans.

### En sélection
Passé par l'équipe d'Angleterre des moins de 17 ans et les moins de 19 ans, Theo Walcott est sélectionné le 6 mai 2006 par Sven-Göran Eriksson dans la sélection anglaise participant à la Coupe du monde en Allemagne sans avoir joué une seule minute en Premier League, ni même en équipe d'Angleterre espoirs. Le 25 mai, il joue la dernière demi-heure du match amical pour l'Angleterre B contre la Biélorussie. Cinq jours plus tard, il devient le plus jeune joueur de l'histoire à être sélectionné en équipe d'Angleterre lors du match de préparation au Mondial allemand face à la Hongrie, à l'âge de 17 ans et 75 jours; le précédent détenteur du record étant Wayne Rooney, âgé de 17 ans et 111 jours. Le 15 août suivant, il devient le plus jeune joueur à marquer un but pour l'équipe d'Angleterre espoirs.
Il porte le maillot de la sélection espoirs à vingt-et-une reprises (six buts) entre 2006 et 2010. Walcott participe notamment avec cette sélection au Championnat d'Europe espoirs en 2009. Lors de ce tournoi organisé en Suède il joue cinq matchs. Son équipe se hisse jusqu'en finale où elle est battue par l'Allemagne (4-0 score final).
En gagnant progressivement sa place de titulaire avec les Gunners, Walcott obtient de nouvelles sélections en A au début de la saison 2008-2009. Le 10 septembre 2008, Theo Walcott inscrit ses trois premiers buts en sélection lors de sa seconde titularisation sous le maillot des Three Lions face à la Croatie (1-4). Mais à la suite de plusieurs blessures durant la saison 2009-2010, le jeune attaquant n'est pas retenu par Fabio Capello pour disputer le Mondial sud-africain.
À la suite de cette Coupe du monde, Theo Walcott revient rapidement en sélection et le 16 mai 2012, il fait partie des vingt-trois joueurs convoqués par le nouveau sélectionneur Roy Hodgson pour disputer l'Euro 2012. Durant cette compétition, Walcott joue quatre matchs et il se signale par un but important contre la Suède pour arracher l'égalisation à la 64e minute et 14 minutes plus tard, il est passeur décisif sur le but de Danny Welbeck pour une victoire 3-2 des Anglais. L'Angleterre est cependant éliminée par l'Italie en quarts de finale.
À la suite de sa rupture du ligament croisé antérieur de janvier 2014, Theo Walcott manque la Coupe du monde 2014 disputée au Brésil. Le 19 mars 2015, il est rappelé dans l'équipe anglaise pour affronter la Lituanie et l'Italie. Le 5 septembre suivant, il inscrit un doublé face à Saint-Marin alors qu'il est rentré au jeu à la 67e minute, portant le score final du match à 0-6 pour la qualification à l'Euro 2016.

## Statistiques

### En club
| Saison                | Club                  | Championnat           | Championnat | Championnat | Championnat | Coupe nationale | Coupe nationale | Coupe nationale | Coupe de la Ligue | Coupe de la Ligue | Coupe de la Ligue | Supercoupe | Supercoupe | Supercoupe | Compétition(s) continentale(s) | Compétition(s) continentale(s) | Compétition(s) continentale(s) | Compétition(s) continentale(s) | Total | Total | Total |
| Saison                | Club                  | Division              | M.          | B.          | P.d.        | M.              | B.              | P.d.            | M.                | B.                | P.d.              | M.         | B.         | P.d.       | Comp.                          | M.                             | B.                             | P.d.                           | M.    | B.    | P.d.  |
| 2005-2006             | Southampton FC        | Championship          | 21          | 4           | 1           | 1               | 1               | 1               | 1                 | 0                 | 0                 | -          | -          | -          | -                              | -                              | -                              | -                              | 23    | 5     | 2     |
| Sous-total            | Sous-total            | Sous-total            | 21          | 4           | 1           | 1               | 1               | 1               | 1                 | 0                 | 0                 | -          | -          | -          | -                              | -                              | -                              | -                              | 23    | 5     | 2     |
| 2006-2007             | Arsenal FC            | Premier League        | 16          | 0           | 3           | 4               | 0               | 0               | 6                 | 1                 | 2                 | -          | -          | -          | C1                             | 6                              | 0                              | 2                              | 32    | 1     | 7     |
| 2007-2008             | Arsenal FC            | Premier League        | 25          | 4           | 3           | 1               | 0               | 0               | 4                 | 1                 | 0                 | -          | -          | -          | C1                             | 9                              | 2                              | 3                              | 39    | 7     | 6     |
| 2008-2009             | Arsenal FC            | Premier League        | 22          | 2           | 2           | 3               | 1               | 0               | -                 | -                 | -                 | -          | -          | -          | C1                             | 10                             | 3                              | 1                              | 35    | 6     | 3     |
| 2009-2010             | Arsenal FC            | Premier League        | 23          | 3           | 2           | 1               | 0               | 0               | -                 | -                 | -                 | -          | -          | -          | C1                             | 6                              | 1                              | 0                              | 30    | 4     | 2     |
| 2010-2011             | Arsenal FC            | Premier League        | 28          | 9           | 7           | 1               | 0               | 1               | 4                 | 2                 | 1                 | -          | -          | -          | C1                             | 5                              | 2                              | 0                              | 38    | 13    | 9     |
| 2011-2012             | Arsenal FC            | Premier League        | 35          | 8           | 8           | 3               | 1               | 0               | -                 | -                 | -                 | -          | -          | -          | C1                             | 8                              | 2                              | 1                              | 46    | 11    | 9     |
| 2012-2013             | Arsenal FC            | Premier League        | 32          | 14          | 10          | 4               | 1               | 0               | 2                 | 5                 | 3                 | -          | -          | -          | C1                             | 5                              | 1                              | 1                              | 43    | 21    | 14    |
| 2013-2014             | Arsenal FC            | Premier League        | 13          | 5           | 4           | 1               | 0               | 0               | -                 | -                 | -                 | -          | -          | -          | C1                             | 4                              | 1                              | 0                              | 18    | 6     | 4     |
| 2014-2015             | Arsenal FC            | Premier League        | 14          | 5           | 0           | 5               | 2               | 0               | -                 | -                 | -                 | -          | -          | -          | C1                             | 2                              | 0                              | 0                              | 21    | 7     | 0     |
| 2015-2016             | Arsenal FC            | Premier League        | 28          | 5           | 2           | 5               | 2               | 2               | 2                 | 0                 | 0                 | 1          | 0          | 1          | C1                             | 6                              | 2                              | 1                              | 42    | 9     | 6     |
| 2016-2017             | Arsenal FC            | Premier League        | 28          | 10          | 2           | 3               | 5               | 0               | -                 | -                 | -                 | -          | -          | -          | C1                             | 6                              | 4                              | 0                              | 37    | 19    | 2     |
| 2017-2018             | Arsenal FC            | Premier League        | 6           | 0           | 0           | 1               | 0               | 0               | 3                 | 1                 | 0                 | 1          | 0          | 0          | C3                             | 5                              | 3                              | 5                              | 16    | 4     | 5     |
| Sous-total            | Sous-total            | Sous-total            | 270         | 65          | 43          | 32              | 12              | 3               | 21                | 10                | 6                 | 2          | 0          | 1          | -                              | 72                             | 21                             | 14                             | 397   | 108   | 67    |
| 2017-2018             | Everton FC            | Premier League        | 14          | 3           | 3           | -               | -               | -               | -                 | -                 | -                 | -          | -          | -          | -                              | -                              | -                              | -                              | 14    | 3     | 3     |
| 2018-2019             | Everton FC            | Premier League        | 37          | 5           | 2           | 1               | 0               | 0               | 2                 | 1                 | 0                 | -          | -          | -          | -                              | -                              | -                              | -                              | 40    | 6     | 2     |
| 2019-2020             | Everton FC            | Premier League        | 25          | 2           | 3           | 1               | 0               | 0               | 3                 | 0                 | 1                 | -          | -          | -          | -                              | -                              | -                              | -                              | 29    | 2     | 4     |
| 2020-2021             | Everton FC            | Premier League        | 1           | 0           | 0           | -               | -               | -               | 1                 | 0                 | 0                 | -          | -          | -          | -                              | -                              | -                              | -                              | 2     | 0     | 0     |
| Sous-total            | Sous-total            | Sous-total            | 77          | 10          | 8           | 2               | 0               | 0               | 6                 | 1                 | 1                 | -          | -          | -          | -                              | -                              | -                              | -                              | 85    | 11    | 9     |
| 2020-2021             | Southampton FC (prêt) | Premier League        | 21          | 3           | 3           | 2               | 0               | 0               | -                 | -                 | -                 | -          | -          | -          | -                              | -                              | -                              | -                              | 23    | 3     | 3     |
| 2021-2022             | Southampton FC        | Premier League        | 9           | 0           | 0           | -               | -               | -               | 2                 | 0                 | 0                 | -          | -          | -          | -                              | -                              | -                              | -                              | 11    | 0     | 0     |
| 2022-2023             | Southampton FC        | Premier League        | 20          | 1           | 2           | 2               | 0               | 0               | 2                 | 0                 | 0                 | -          | -          | -          | -                              | -                              | -                              | -                              | 24    | 1     | 2     |
| Sous-total            | Sous-total            | Sous-total            | 50          | 4           | 5           | 4               | 0               | 0               | 4                 | 0                 | 0                 | 2          | 0          | 0          | -                              | -                              | -                              | -                              | 60    | 4     | 5     |
| Total sur la carrière | Total sur la carrière | Total sur la carrière | 418         | 83          | 57          | 39              | 13              | 4               | 32                | 11                | 7                 | 2          | 0          | 1          | -                              | 72                             | 21                             | 14                             | 563   | 128   | 83    |

### Buts internationaux
| no | Date              | Lieu                                      | Adversaire  | Évolution | Score final | Compétition                       |
| -- | ----------------- | ----------------------------------------- | ----------- | --------- | ----------- | --------------------------------- |
| 1  | 10 septembre 2008 | Stade Maksimir, Zagreb (Croatie)          | Croatie     | 0-1       | 1-4         | Éliminatoires Coupe du monde 2010 |
| 2  | 10 septembre 2008 | Stade Maksimir, Zagreb (Croatie)          | Croatie     | 0-2       | 1-4         | Éliminatoires Coupe du monde 2010 |
| 3  | 10 septembre 2008 | Stade Maksimir, Zagreb (Croatie)          | Croatie     | 1-4       | 1-4         | Éliminatoires Coupe du monde 2010 |
| 4  | 15 juin 2012      | Stade olympique, Kiev (Ukraine)           | Suède       | 2-2       | 2-3         | Euro 2012                         |
| 5  | 14 août 2013      | Stade de Wembley, Londres (Angleterre)    | Écosse      | 1-1       | 3-2         | Match amical                      |
| 6  | 5 septembre 2015  | Stadio Olimpico, Serravalle (Saint-Marin) | Saint-Marin | 0-4       | 0-6         | Éliminatoires Euro 2016           |
| 7  | 5 septembre 2015  | Stadio Olimpico, Serravalle (Saint-Marin) | Saint-Marin | 0-6       | 0-6         | Éliminatoires Euro 2016           |
| 8  | 9 octobre 2015    | Stade de Wembley, Londres (Angleterre)    | Estonie     | 2-0       | 2-0         | Éliminatoires Euro 2016           |

## Palmarès

### En club
- Arsenal FC
  - Vainqueur de la Coupe d'Angleterre en 2015 et 2017
  - Vainqueur du Community Shield en 2015 et 2017
    - Finaliste de la Coupe de la Ligue anglaise en 2007.

### En sélection
- Angleterre espoirs
  - Finaliste du Championnat d'Europe en 2009.

### Distinction personnelle
Theo Walcott est nommé par la BBC Jeune personnalité sportive de l'année en 2006.

## Vie privée
La famille de Theo Walcott fait une courte apparition dans le film Harry Potter et l'Ordre du phénix sorti en 2007 et réalisé par son oncle par alliance David Yates. Il devait lui-même participer au film mais a dû y renoncer à cause de ses engagements avec Arsenal.
Le 6 avril 2008, il fait partie des 80 personnalités anglaises qui portent la flamme olympique dans les rues de Londres.